# Riemannsches Produkt
Im mathematischen Gebiet der Differentialgeometrie ist das riemannsche Produkt das Produkt {\displaystyle M\times N} zweier riemannscher Mannigfaltigkeiten mit der Produktmetrik.

Der 2-dimensionale Torus als Produkt zweier Kreise.

## Definition
Sind {\displaystyle (M,g)} und {\displaystyle (N,h)} zwei riemannsche Mannigfaltigkeiten und {\displaystyle M\times N} ihr kartesisches Produkt mit der Produkttopologie und den Projektionen {\displaystyle p\colon M\times N\to M} und {\displaystyle q\colon M\times N\to N} auf die beiden Faktoren, so definiert
{\displaystyle (g\oplus h)_{m,n}(u,v)=g_{m}(Dp(u),Dp(v))+h_{n}(Dq(u),Dq(v))}
für {\displaystyle m\in M,n\in N,u,v\in T_{(m,n)}(M\times N)} eine riemannsche Metrik {\displaystyle g\oplus h} auf {\displaystyle M\times N}. Die Mannigfaltigkeit {\displaystyle M\times N} mit der riemannschen Metrik {\displaystyle g\oplus h} wird als riemannsches Produkt von {\displaystyle (M,g)} und {\displaystyle (N,h)} bezeichnet.

## Beispiele
Das Produkt zweier Kreise ist ein Torus mit einer flachen Metrik. Allgemeiner gibt es in jedem riemannschen Produkt Ebenen der Schnittkrümmung 0: Wenn {\displaystyle k} eine Geodäte in {\displaystyle M} und {\displaystyle l} eine Geodäte in {\displaystyle N} ist, dann ist {\displaystyle k\times l} eine flache Untermannigfaltigkeit von {\displaystyle M\times N}.